# 生死格鬥系列角色列表
生死格鬥系列角色列表列出了在光荣特库摩與Team Ninja制作的生死格鬥系列遊戲中登场的角色。

## 角色

### 格鬥遊戲
| 角色          | 1 / ++ | 2 / 2U  | 3       | 4       | Online | D       | 5 / 5U / 5LR | 6       | 總計 |
| ------------- | ------ | ------- | ------- | ------- | ------ | ------- | ------------ | ------- | ---- |
| 霞            | 是     | 是      | 是      | 是      | 是     | 是      | 是           | 是      | 8    |
| 蒂娜          | 是     | 是      | 是      | 是      | 是     | 是      | 是           | 是      | 8    |
| 玄風          | 是     | 是      | 是      | 是      | 是     | 是      | 是           | 否      | 7    |
| 扎克          | 是     | 是      | 是      | 是      | 是     | 是      | 是           | 是      | 8    |
| 李強          | 是     | 是      | 是      | 是      | 是     | 是      | 是           | 是      | 8    |
| 麗鳳          | 是     | 是      | 是      | 是      | 是     | 是      | 是           | 是      | 8    |
| 海曼          | 是     | 是      | 是      | 是      | 是     | 是      | 是           | 是      | 8    |
| 龍·隼         | 是     | 是      | 是      | 是      | 是     | 是      | 是           | 是      | 8    |
| 巴斯          | 是     | 是      | 是      | 是      | 是     | 是      | 是           | 是      | 8    |
| 綾音          | 是     | 是      | 是      | 是      | 是     | 是      | 是           | 是      | 8    |
| 雷道          | 是     | 否      | 否      | 否      | 否     | 是      | 是           | 是      | 4    |
| 海蓮娜        | 否     | 是      | 是      | 是      | 是     | 是      | 是           | 是      | 7    |
| 艾因          | 否     | 是      | 是      | 是      | 是     | 是      | 是           | 否      | 6    |
| 里昂          | 否     | 是      | 是      | 是      | 是     | 是      | 是           | 否      | 6    |
| 天狗          | 否     | 是      | 否      | 是      | 是     | 是      | 否           | 否      | 4    |
| 霞α           | 否     | 是      | 否      | 否      | 否     | 是      | 否           | 否      | 2    |
| 瞳            | 否     | 是      | 是      | 是      | 是     | 是      | 是           | 是      | 7    |
| 疾風          | 否     | 否      | 是      | 是      | 否     | 是      | 是           | 是      | 5    |
| 克麗絲蒂      | 否     | 否      | 是      | 是      | 否     | 是      | 是           | 是      | 5    |
| 布萊德王      | 否     | 否      | 是      | 是      | 否     | 是      | 是           | 是      | 5    |
| Omega         | 否     | 否      | 是      | 否      | 否     | 是      | 否           | 否      | 2    |
| 心            | 否     | 否      | 否      | 是      | 否     | 是      | 是           | 是      | 4    |
| 艾勒特        | 否     | 否      | 否      | 是      | 否     | 是      | 是           | 是      | 4    |
| 瑪莉波沙      | 否     | 否      | 否      | 是      | 否     | 是      | 是           | 是      | 4    |
| SPARTAN-458   | 否     | 否      | 否      | 是      | 否     | 否      | 否           | 否      | 1    |
| Alpha-152     | 否     | 否      | 否      | 是      | 否     | 是      | 是           | 否      | 3    |
| 紫電          | 否     | 否      | 否      | 否      | 否     | 是      | 否           | 否      | 1    |
| 米拉          | 否     | 否      | 否      | 否      | 否     | 否      | 是           | 是      | 2    |
| 里格          | 否     | 否      | 否      | 否      | 否     | 否      | 是           | 是      | 2    |
| 結城晶        | 否     | 否      | 否      | 否      | 否     | 否      | 是           | 否      | 1    |
| 陳佩          | 否     | 否      | 否      | 否      | 否     | 否      | 是           | 否      | 1    |
| 莎菈·布萊恩   | 否     | 否      | 否      | 否      | 否     | 否      | 是           | 否      | 1    |
| 紅葉          | 否     | 否      | 否      | 否      | 否     | 否      | 是           | 是      | 2    |
| 瑞秋          | 否     | 否      | 否      | 否      | 否     | 否      | 是           | 是      | 2    |
| 傑克·布萊恩   | 否     | 否      | 否      | 否      | 否     | 否      | 是           | 否      | 1    |
| 瑪莉·蘿絲     | 否     | 否      | 否      | 否      | 否     | 否      | 是           | 是      | 2    |
| Phase 4       | 否     | 否      | 否      | 否      | 否     | 否      | 是           | 是      | 2    |
| 女天狗        | 否     | 否      | 否      | 否      | 否     | 否      | 是           | 是      | 2    |
| 穗香          | 否     | 否      | 否      | 否      | 否     | 否      | 是           | 是      | 2    |
| 不知火舞      | 否     | 否      | 否      | 否      | 否     | 否      | 是           | 是      | 2    |
| 井伊直虎      | 否     | 否      | 否      | 否      | 否     | 否      | 是           | 否      | 1    |
| NiCO          | 否     | 否      | 否      | 否      | 否     | 否      | 否           | 是      | 1    |
| 迪亞哥        | 否     | 否      | 否      | 否      | 否     | 否      | 否           | 是      | 1    |
| 古娜·戴雅門度 | 否     | 否      | 否      | 否      | 否     | 否      | 否           | 是      | 1    |
| 環            | 否     | 否      | 否      | 否      | 否     | 否      | 否           | 是      | 1    |
| 總計          | 8 (11) | 14 (15) | 17 (18) | 22 (23) | 9 (15) | 20 (26) | 19 (36)      | 24 (31) |      |

1. 1 2 3 4 5 6 7 8 9 10 11 12 13 14 15 16 17 18 19 20 21 22 23 24 25 26 27 28  隱藏角色
2. 1 2 3 4 5 6 7 8 9 10 11 12  於加強版中加入
3. 1 2 3 4  部分版本中為不可用的頭目角色
4. ↑  僅可在《生死格鬥2 終極版》中解鎖使用
5. 1 2 3 4 5 6 7 8 9  客串角色
6. 1 2 3 4 5 6 7 8 9 10 11 12  付費可下载内容

### 沙滩排球系列
| 角色             | X  | X2 | P  | X3     | XVV     | VVP | 總計 |
| ---------------- | -- | -- | -- | ------ | ------- | --- | ---- |
| 霞               | 是 | 是 | 是 | 是     | 是      | 否  | 5    |
| 麗鳳             | 是 | 是 | 是 | 是     | 是      | 否  | 5    |
| 蒂娜             | 是 | 是 | 是 | 否     | 是      | 否  | 4    |
| 綾音             | 是 | 是 | 是 | 是     | 是      | 否  | 5    |
| 海蓮娜           | 是 | 是 | 是 | 是     | 是      | 否  | 5    |
| 瞳               | 是 | 是 | 是 | 是     | 是      | 否  | 5    |
| 克麗絲蒂         | 是 | 是 | 是 | 否     | 否      | 否  | 3    |
| 里莎·漢米爾頓    | 是 | 是 | 是 | 否     | 否      | 否  | 3    |
| 心               | 否 | 是 | 是 | 是     | 是      | 否  | 4    |
| 理歐·羅倫斯·立花 | 否 | 否 | 是 | 否     | 否      | 否  | 1    |
| 紅葉             | 否 | 否 | 否 | 是     | 是      | 否  | 2    |
| 瑪莉·蘿絲        | 否 | 否 | 否 | 是     | 是      | 否  | 2    |
| 女天狗           | 否 | 否 | 否 | 是     | 是      | 否  | 2    |
| 穗香             | 否 | 否 | 否 | 是     | 是      | 是  | 3    |
| 海咲             | 否 | 否 | 否 | 是     | 是      | 是  | 3    |
| 露娜             | 否 | 否 | 否 | 否     | 是      | 否  | 1    |
| 環               | 否 | 否 | 否 | 否     | 是      | 是  | 2    |
| 菲歐娜           | 否 | 否 | 否 | 否     | 是      | 是  | 2    |
| 凪咲             | 否 | 否 | 否 | 否     | 是      | 否  | 1    |
| 神無             | 否 | 否 | 否 | 否     | 是      | 否  | 1    |
| 莫妮卡           | 否 | 否 | 否 | 否     | 是      | 否  | 1    |
| 小百合           | 否 | 否 | 否 | 否     | 是      | 否  | 1    |
| 派蒂             | 否 | 否 | 否 | 否     | 是      | 否  | 1    |
| 筑紫             | 否 | 否 | 否 | 否     | 是      | 否  | 1    |
| 蘿貝莉婭         | 否 | 否 | 否 | 否     | 是      | 否  | 1    |
| 七海             | 否 | 否 | 否 | 否     | 是      | 是  | 2    |
| 伊莉丝           | 否 | 否 | 否 | 否     | 是      | 是  | 2    |
| 小春             | 否 | 否 | 否 | 否     | 是      | 否  | 1    |
| 愛咪             | 否 | 否 | 否 | 否     | 是      | 否  | 1    |
| 香蒂             | 否 | 否 | 否 | 否     | 是      | 否  | 1    |
| 千乃             | 否 | 否 | 否 | 否     | 是      | 否  | 1    |
| 雫               | 否 | 否 | 否 | 否     | 是      | 否  | 1    |
| 玲夏             | 否 | 否 | 否 | 否     | 是      | 否  | 1    |
| 梅格             | 否 | 否 | 否 | 否     | 是      | 否  | 1    |
| 總計             | 8  | 9  | 10 | 9 (11) | 10 (31) | 6   |      |

1. 1 2  于加强版中加入
2. 1 2 3 4 5 6 7 8 9 10 11 12 13 14 15 16 17 18 19 20 21  随游戏版本更新加入

## 《生死格鬥》中初次登場

### 霞
日语：，英語：，配音：丹下櫻（2代之前）、桑島法子（3代開始）
本系列的主人翁，使用霧幻天神流天神門忍術，原本代替生死未卜的哥哥疾風，成為霧幻天神流第18代首領的女忍者。但為替哥哥報仇並尋找哥哥遭受襲擊的真相，霞放棄了首領的位置並離開村子，去參加了DOA大賽，且獲得第一屆DOA大賽的冠軍，此舉破壞了村子「忍之裏」的規矩，所以霞成為「逃忍」，受到組織派出的綾音追殺，霞只有与綾音为敌，DOA5最后两人关系稍缓和。
在DOA5無限（手機網路版）劇情中，心成為了她新的競爭敵手，霞在與心的約架中戰敗，為變得更強和在DOA大賽上與心的再次對決，霞也開始了刻苦的修行。在忍者外傳Σ2中也有出現過某一刻，但只是見到背後，並沒有露面。目前在忍者外傳3加強版中以客串人物出現，並非在劇情中出現。在DOA5中，霞繼續追查她的複製人「Alpha-152」，和海蓮娜進行了接觸（被疾風和綾音殺死的霞其實是克隆人，真正的霞一直處於龍·隼和村正的庇護之下）。

### 蒂娜
日语：，英語：，配音：小山茉美（1代），永島由子（2代開始）
使用摔角術，女子摔角界的巨星。幼年時母親即過世，而身為摔角選手的父親便以摔角的精神養育著她。但蒂娜對他的外表極有自信，想當模特兒，然而她的父親卻極力反對；於是她便以摔角選手的身分參加DOA大賽，希望藉此向全世界展現她自身的美麗與自信。在DOA5中最後由於對摔角的熱情，答應爸爸再次回到摔角界。

### 麗鳳
日语：，英語：，大陸舊譯「雷芳」，配音：冬馬由美
使用太極拳的高手。生長在富裕家庭，是個熟悉太極拳的天才少女。在某次遇見一群爲非作歹的無賴，正她要出手阻止時，李強出現了，他以壓倒性的力量打倒了那群無賴。那件事情之後，麗鳳的腦海裡一直出現李強的身影。她參加DOA大賽也是為了打贏心目中的英雄——李強。

### 龍·隼
日语：，英語：，配音：堀秀行
使用隼流忍術的現代超忍。雖然個性孤傲，但擁有超強實力。原為Tecmo另一款遊戲忍者外傳的主角。隼流忍術與霧幻天神流忍術屬於結盟的關係，所以龍·隼從小就認識疾風，龍·隼也是唯一真正了解疾風的人。然而歷經童年的好友疾風遭襲擊而生死未卜，而且疾風的妹妹霞又成為「逃忍」而下落不明的同時，他接到DOA大賽的邀請。龍·隼感受到事件的不尋常與DOA大賽背後的陰謀，於是放棄平穩的生活，參加DOA大賽，最後在DOA4中和疾風聯手擊破了DOA的主辦單位DOATEC，以報復DOATEC長年一直以來對霧幻天神流侵害。在DOA5中龍·隼出現告知疾風必須要把霞的問題解決。

### 李強
日语：，英語：，大陸舊譯「李劍」，配音：古川登志夫（4代之前）、神奈延年（DOAD開始）
使用截拳道的高手。自幼孤苦無依，一個人生活至今，所以不懂何謂情感。某日，他看到電影中截拳道的拳師一一打敗敵人的模樣，便開始崇拜武術，而湧起了成為「強者」的念頭，也因此成為追求最強真理的格鬥家。後來參加DOA大賽，希望自己可以變得更強大。後獲得了DOA5大賽的冠軍。

### 扎克
日语：，英語：，配音：島田敏
使用我流泰拳。貧民窟出生的開朗DJ，原本對格鬥技一無所知。某天觀賞了一場拳擊對泰拳的比賽後，深深地被泰拳選手一腳擊倒拳擊選手的英姿吸引，後來靠自學便學會泰拳。為了吸引眾人眼光與鉅額獎金而參加競賽；DOA2以後是為了追求蒂娜而參加。在DOA4中救助了海蓮娜之後，現在在DOA5中幫忙海蓮娜招集選手而幫海蓮娜跑腿。

### 玄風
日语：，英語：，大陸舊譯「元福」，配音：青野武（4代之前）、大塚周夫（DOAD開始）
使用心意六合拳的退隱高手，現任古籍店長，過去擁有「傳說中的剛拳」的稱號。據說在過去的比賽中誤殺過對手，此後便決定不再動武。對名利這些東西看得很輕，不過為賺取醫治垂危孫女的高額手術費，而參加DOA大賽。在DOA5中已隱退並關心自己的徒兒艾勒特的成長。

### 海曼
日语：，英語：，舊中文譯名「拜曼」、大陸舊譯「貝曼」，配音：江川央生（1代）、銀河万丈（2代開始）
使用桑搏的退役軍人。海曼經歷了無數的悲痛，因此他感情麻木，他的雙親均在蘇聯內戰中喪生。他在傭兵軍團中長大，戰爭結束後便成為職業殺手，並受僱於DOATEC。參加競賽的目的是要暗殺競賽主辦者道格拉斯。在DOA4中DOATEC被摧毀了之後再次回到傭兵生活，在一次的任務中全隊友被謎樣人物殲滅，事後海曼和海蓮娜接觸，詢問是否和海蓮娜新生的DOATEC公司有關係。

### 綾音
日语：，英語：，配音：山崎和佳奈
使用霧幻天神流霸神門忍術，綾音的父親是雷道（襲擊疾風的狂暴忍者），而雷道強暴了綾音的母親菖浦後便離開忍之里村。因為這份陰暗的血緣，綾音從小就一直被人輕視，唯一願意跟她相處的就是霞，所以綾音很羨慕霞，小時候甚至留跟霞一樣的頭髮。9歲時被霸神門首領幻羅收養進入霸神門，也因此得知她其實是霞同母異父的妹妹，在她知道自己的身世之後就開始厭惡霞。當幻羅下令追殺霞的時候，她也毫不猶豫的接受；在DOA5中由於疾風的命令去前去監視霞，最後綾音在最終決戰中和霞冰釋前嫌，不再對霞抱有敵意了。

### 巴斯
日语：，英語：，配音：郷里大輔（4代之前）、三宅健太（DOAD開始）
外號“神祕的Mr.Strong”，使用摔角術的無敵冠軍，深信摔角術才是最強的格鬥技。為了讓女兒體驗到摔角的真髓，從小便教其摔角。然而女兒蒂娜卻留下「優勝的話，我就要當模特兒」這樣的話就參加DOA大賽，為阻止女兒這“低俗的慾望”而參加競賽。在DOA5時巴斯已退休了，現在以在海蓮娜的新生DOATEC公司中的海外鑽油平台工作，在電視上看見女兒蒂娜重返摔角界的宣言後，也再次重回摔角界。

## 《生死格鬥2》中初次登場

### 海蓮娜
日语：，英語：，配音：小山裕香
使用劈掛掌的歌手，為DOATEC的領導人菲姆·道格拉斯與歌劇演員瑪麗亞所生的女兒。然而DOATEC公司內部的爭鬥，母親被反道格拉斯派殺害，海蓮娜因母親被暗殺而踏上尋找真相之路。在DOA4的最後，海蓮娜啟動了DOATEC總部的自爆裝置，親手將父親所創立的一切毀去。在DOA5中海蓮娜重新開創了DOATEC公司，也發現了前DOATEC公司的二號人物「多諾萬」好像有什麼陰謀，她決定重開DOA大賽來找出多諾萬的陰謀。

### 艾因/疾風
日语：，英語：，配音：綠川光
使用霧幻天神流天神門忍術，霞和綾音的哥哥，原本將繼承霧幻天神流，成為第18代首領。但在與雷道爭奪霧幻天神流寶典「裂空迅風殺」而被傷至半身不遂而失去意識。在DOA2中，被DOATEC帶走去做人體改造計畫的實驗品，結果實驗失敗，他也因此喪失記憶，也忘記身上的忍術。後來他在瞳的家住一段時間並迅速學空手道。後來便以「艾因」的身分參加DOA大賽，而在DOA2的結局恢復記憶。DOA3中為剷除被DOATEC所改造的幻羅而參加競賽。DOA4中和龍·隼一方人等一起摧毀了DOATEC之後，在DOA5被龍·隼告知必須把霞的問題解決，剛好被扎克邀請去海蓮娜的郵輪上，發現霞也在現場，在對話完後發現霞好像有異樣，而命綾音前去監視霞。

### 里昂
日语：，英語：，配音：戸谷公次（4代之前）、中田讓治（DOAD開始）
使用軍事格鬥術的傭兵，曾與海曼待在同一個軍隊共事。里昂曾愛過一名女子，那名女子臨終前說過「我愛的人是世界最強的男人」，為了實現戀人的遺言，證明自己為世界最強的男人而參加競賽。

## 《生死格鬥3》中初次登場

### 瞳
日语：，英語：，配音：堀江由衣
使用空手道，父親為德裔空手道家，母親則是日本人；外表看似一位平凡的高中生，但在父親嚴厲的指導下，其實是個無人可敵的空手道高手，因為想要挑戰大賽裡的高手們而參賽。曾在德國森林深處發現失憶的疾風，並讓他在自己家中留宿；在DOA4中，為了經濟狀況陷入困境的自家道場而尋求艾因（疾風）的幫助。在DOA5中為了再見到疾風，和麗鳳一起修行並參加大賽。

### 克麗絲蒂
日语：，英語：，配音：三石琴乃
使用蛇拳的殺手，具備了一切殺手應具的性格：冷酷、鎮靜。受僱於反道格拉斯派系領導的DOATEC高層多諾萬，奉命監視艾蓮娜而參加競賽，在DOA4結局中承認其為海蓮娜的殺母仇人，最後導致兩人反目成仇；DOA5中也繼續受僱與多諾萬之下幫忙進行研究。

### 布萊德王
日语：，英語：，配音：岸野幸正（4代之前）、石塚運昇（DOAD開始）
擅長醉拳，原本是個在深山修行的拳法家。但他的師父陳老師要他尋找傳說中的名酒「幻羅」，因此，他離開深山旅行三年，最後得知第三屆DOA大賽與「幻羅」有關而參賽。在DOA5中和艾勒特一起進行修行之旅，其實是為了訓練艾勒特才會一直跟隨他。

## 《生死格鬥 沙灘排球》中初次登場

### 瑪莉波沙/里莎·漢米爾頓
日语：，英語：，配音：坂本真綾
使用墨西哥摔角的蒙面摔角選手，據說在擂台上的戰績都是全勝。在DOA4結局動畫中證明其真實身份就是DOA XTREME中的里莎・漢米爾頓。DOA5正式揭露里莎其實是多諾萬手下的研究員，現在正在幫多諾萬進行新研究。

## 《生死格鬥4》中初次登場

### 心
日语：，英語：，配音：川澄綾子
使用八極拳，同時是學生也是京都的藝伎。為了證實自己實力而不顧母親美夜子反對參加DOA大賽。DOA5中在扎克邀請下參加了大賽，和海蓮娜見面對話中，發現了母親美夜子其實在藝伎的身份下，也有在DOATEC公司工作。在DOA5無限（手機版）劇情中，心是霞新的競爭敵手，於私下约架中擊敗了霞，令霞意志消沈。此後心繼續尋找DOATEC公司的線索，亦刻苦修行準備著，她明白只有在DOA正式大賽上戰勝霞才能向世界證明自己的實力。

### 艾勒特
日语：，英語：，非官方譯名「埃利奧特」，配音：皆川純子
使用形意拳的金髮少年，為玄風的徒弟，由於他悲觀的個性，使他總是對於自己的練武資質保持疑問，雖然沒什麼自信，但其實他的武功不輸給他師父。DOA5中正在進行修行之旅，而布萊德王卻一直緊追不捨，這讓艾勒特覺得非常煩躁；與綾音相遇後使他對自己的資質自信了許多。

## 《生死格鬥5》中初次登場

### 米拉
日语：，英語：，配音：白石涼子
使用綜合格鬥，新興活躍的年輕冠軍，正在嘗試體驗世界上的各種綜合格鬥技。懷抱著對某位格鬥家的強烈憧憬，期待總有一天能與之對戰，現在過著一邊打工，一邊在武館鍛鍊技能的日子。

### 里格
日语：，英語：，配音：東地宏樹
沒有過去，擁有強烈戰鬥本能的戰士，跆拳道的專家。年輕時曾擔任石油機構的所長，被同事們稱為「里格」。從小沒有離開過石油設備所，對於自己的出身和真正的名字一無所知。

### 結城晶
日语：，英語：，配音：三木眞一郎
由另一款知名的格鬥遊戲「VR快打」前來特別客串演出的角色。結城武館的長男，由父親傳授以八極拳為基礎的自創拳法，以成為最強的武鬥家為目標而每日進行修練。為了測試自己的武術而參加世界格鬥錦標賽

### 莎菈·布萊恩
日语：，英語：，配音：Lisle Wilkerson
由另一款知名的格鬥遊戲「VR快打」前來特別客串演出的角色。為了追查哥哥傑克的事故，被J6綁架並且洗腦，雖然後來被哥哥親手救出，但是J6造成的影響還無法在腦海裡完全消失。

### 陳佩
日语：，英語：，配音：高山南
由另一款知名的格鬥遊戲「VR快打」前來特別客串演出的角色。陳洛的獨生女，自幼開始接受拳術的菁英教育。雖然憎恨父親，見到父親晚年為疾病所苦的樣子，想法開始動搖。身為拳法家，還身兼女演員的身分。

## 《生死格鬥5 終極版》中初次登場

### 紅葉
日语：，英語：，配音：皆口裕子
同公司的一款動作冒險遊戲，由龍·隼為主角的作品「忍者外傳」中出現的角色，為龍·隼的故鄉，隼之里中的龍神神社的「龍之巫女」，也是個技藝高超的女忍者。身為隼之里的女忍者，也是現今唯一的「龍之巫女」，在村子裡的孩子們眼中是大姐姐一般的存在，受到孩子們的愛慕。由於展現出天生的才能，在龍·隼的座下進行修鍊；為了測試自己的修練成果，在徒手格鬥中挑戰來自各方的高手。

### 傑克·布萊恩
日语：，英語：，配音：Eric Kelso
由另一款知名的格鬥遊戲「VR快打」前來特別客串演出的角色。莎菈的兄長，為了守護被追殺的莎菈，下定決心要殲滅謎之組織『J6』。一邊收集與J6相關的情報，一邊磨練自己的拳腳功夫，朝著新的戰場前進。

### 瑞秋
日语：，英語：，配音：富澤美智惠
同公司的一款動作冒險遊戲，由龍·隼為主角的作品「忍者外傳」中，出現的角色，以狩獵魔神為職業的魔神獵人，繼承濃厚的「魔神血統」，美艷的外表之下，具備著超群的戰鬥力。行為冷酷，在DOA中享受著與魔神狩獵之戰不同的『比賽』樂趣。

### 瑪莉·蘿絲
日语：，英語：，配音：相澤舞
金髮雙馬尾、女僕裝扮、嬌小可愛的謎樣少女。擅長俄羅斯軍隊格鬥術「西斯特瑪」。

### 女天狗
日语：，英語：，配音：佐藤朱
天狗一族的淘氣公主，因無法忍受長期的深山獨居生活而來到人間，在得知同族萬骨坊的死訊（在DOA2中被龍·隼擊殺）後決定找到並挑戰那個能打敗天狗的人。

## 《生死格鬥5 Last Round》中初次登場

### 穗香
日语：，英語：，配音：野中藍
由和藹祖母帶大的她是名落落大方的女孩，非常喜歡格鬥技，興奮起來體內就會湧出一股神祕的力量。最厲害的特技就是看到別人的招式就能馬上學會，不過這件事她一直保密沒有讓人知道。因為很想試試看自己的力量，所以瞞著大家偷偷參加了格鬥大賽。
穗香施展的是自己取名的「穗香流」武術，是她從看過偷學來的多種格鬥流派中選擇自己喜歡的招式所構成的自我流派。雖然穗香會的招式很多，但是畢竟只是名體格普通的少女，所以招式的動作雖然有模仿出來，但是招式的威力卻往往不如模仿的對象。可是一旦擺出「必殺架式」（必殺の構え）的話，體內就會湧出神秘的力量，甚至連從來沒看過的奧義都能施展出來。